# 이동윤 (성우)
이동윤(1997년 9월 2일 ~ )은 대한민국의 성우이다.

## 출연작

### 애니메이션

#### 2023년
- 나의 히어로 아카데미아 6기 - 시노모리 히카게, R히어로, 규게스, 사이다 하우스, 사이드킥 외 각종 단역
- 나와 로보코 - 내퍼, 팔팔곰, 마카롱, 찐고릴라, 구준피, 사랑맨, 소우식
- 마루코는 아홉살 3기 - 각종 단역
- [[블리치 천년혈전 편 - 코마무라 사진, 키간죠 켄파치, 이치마루 긴
- 보틀맨 DX - 홍백 / 제 2 인격의 홍백
- 원피스 무사의 나라 편 - 각종 단역
- 팬더와 친구들의 모험 - 아빠 팬더
- 꼬마마법사 레미(재더빙) - 오승현

### 영화

#### 2025년
- 드래곤 길들이기

### 특촬물
- 가면라이더 시리즈
- 가면라이더 리바이스 - 우해솔 / 가면라이더 오버 데몬즈, 원종효, 김용언, 헬 기프테리언
- 슈퍼전대 시리즈
- 파워레인저 돈브라더즈[1] - 소노시|라온 / 성수귀 / 성수킹, 나관조 / 초전자귀, 미래의 돈 퍼플샤크

1. ↑  첫 데뷔작